# Roffey
För den engelska släkten med detta namn, se Roffey (släkt).
Roffey är en kommun i departementet Yonne i regionen Bourgogne-Franche-Comté i norra Frankrike. Kommunen ligger i kantonen Flogny-la-Chapelle som tillhör arrondissementet Avallon. År 2022 hade Roffey 146 invånare.

## Befolkningsutveckling
Antalet invånare i kommunen Roffey
| Referens: INSEE |